# Be Yourself Tonight
Be Yourself Tonight ist das vierte Studioalbum der Eurythmics, das Ende April 1985 veröffentlicht wurde und nach Touch auch einen Achtungserfolg erhielt.

## Geschichte
Nach den stark Synthie-Pop-lastigen Alben Sweet Dreams, Touch und Touch Dance strebten Eurythmics nach einer Stilveränderung und wandten sich dem Motown-Sound zu. Daher fanden sich verstärkt Soul- aber auch Rockelemente in den Songs des Albums. Duette mit Aretha Franklin (Sisters Are Doin’ It for Themselves) und Elvis Costello (Adrian) und eine Zusammenarbeit mit Stevie Wonder (There Must Be an Angel (Playing with My Heart)), bei der Wonder die Mundharmonika spielte, unterstrichen diese Hommage.
Es wurde mehrheitlich in Paris aufgenommen. Zusätzliche Aufnahmen fanden in Detroit und Los Angeles statt.
Nach der Veröffentlichung des Albums fand keine Tour statt, da Annie Lennox zu der Zeit an Stimmlippenknötchen litt; aus demselben Grund konnte die Band nicht am Live-Aid-Konzert teilnehmen.

## Rezeption
Der Ich-Erzähler in Karl Ove Knausgårds Roman Der Morgenstern singt eine Strophe des Liedes Would I Lie To You? und erinnert sich an das Erscheinen der LP: „Als sie herauskam, hatte ich sie den ganzen Sommer gehört, war völlig vernarrt in sie gewesen.“

## Trackliste
1. Would I Lie to You? (4:25)
2. There Must Be an Angel (Playing with My Heart) (4:31)
3. I Love You Like a Ball and Chain (4:04)
4. Sisters Are Doin’ It for Themselves (feat. Aretha Franklin) (5:54)
5. Conditioned Soul (4:30)
6. Adrian (feat. Elvis Costello) (4:29)
7. It’s Alright (Baby’s Coming Back) (3:45)
8. Here Comes That Sinking Feeling (5:40)
9. Better to Have Lost in Love (5:06)

## Kommerzieller Erfolg

### Chartplatzierungen

#### Album
| ChartsChartplatzierungen       | Höchstplatzierung | Wochen |
| ------------------------------ | ----------------- | ------ |
| Deutschland (GfK)              | 8 (32 Wo.)        | 32     |
| Österreich (Ö3)                | 25 (2 Wo.)        | 2      |
| Schweiz (IFPI)                 | 9 (20 Wo.)        | 20     |
| Vereinigte Staaten (Billboard) | 9 (45 Wo.)        | 45     |
| Vereinigtes Königreich (OCC)   | 3 (80 Wo.)        | 80     |

| ChartsJahrescharts (1985) | Platzierung |
| ------------------------- | ----------- |
| Deutschland (GfK)         | 28          |

#### Singles
| Jahr | Titel                                          | Höchstplatzierung, Gesamtwochen, AuszeichnungChartplatzierungen (Jahr, Titel, , Platzierungen, Wochen, Auszeichnungen, Anmerkungen) | Höchstplatzierung, Gesamtwochen, AuszeichnungChartplatzierungen (Jahr, Titel, , Platzierungen, Wochen, Auszeichnungen, Anmerkungen) | Höchstplatzierung, Gesamtwochen, AuszeichnungChartplatzierungen (Jahr, Titel, , Platzierungen, Wochen, Auszeichnungen, Anmerkungen) | Höchstplatzierung, Gesamtwochen, AuszeichnungChartplatzierungen (Jahr, Titel, , Platzierungen, Wochen, Auszeichnungen, Anmerkungen) | Höchstplatzierung, Gesamtwochen, AuszeichnungChartplatzierungen (Jahr, Titel, , Platzierungen, Wochen, Auszeichnungen, Anmerkungen) | Anmerkungen                                            |
| Jahr | Titel                                          | DE | AT | CH | UK | US | Anmerkungen                                            |
| ---- | ---------------------------------------------- | --- | --- | --- | --- | --- | ------------------------------------------------------ |
| 1985 | Would I Lie to You?                            | DE34 (8 Wo.)DE | — | CH21 (5 Wo.)CH | UK17 (9 Wo.)UK | US5 (19 Wo.)US | Erstveröffentlichung: 4. April 1985 Verkäufe: + 85.000 |
| 1985 | There Must Be an Angel (Playing with My Heart) | DE4 (14 Wo.)DE | AT9 (10 Wo.)AT | — | UK1 Gold (Physisch) + Silber (Digital) · (13 Wo.)UK                                                                                 | US22 (11 Wo.)US | Erstveröffentlichung: 2. Juni 1985 Verkäufe: + 700.000 |
| 1985 | Sisters Are Doin’ It for Themselves            | DE22 (12 Wo.)DE | — | CH20 (6 Wo.)CH | UK9 (12 Wo.)UK | US18 (15 Wo.)US | Erstveröffentlichung: Oktober 1985 mit Aretha Franklin |
| 1985 | It’s Alright (Baby’s Coming Back)              | DE22 (9 Wo.)DE | AT14 (6 Wo.)AT | CH23 (6 Wo.)CH | UK12 (8 Wo.)UK | US78 (6 Wo.)US | Erstveröffentlichung: 30. Dezember 1985                |

### Auszeichnungen für Musikverkäufe
| Land/Region                  | Auszeichnungen für Musikverkäufe (Land/Region, Auszeichnung, Verkäufe) | Verkäufe  |
| ---------------------------- | ---------------------------------------------------------------------- | --------- |
| Deutschland (BVMI)           | Gold                                                                   | 250.000   |
| Finnland (IFPI)              | Gold                                                                   | 27.170    |
| Frankreich (SNEP)            | Gold                                                                   | 100.000   |
| Kanada (MC)                  | 2× Platin                                                              | 200.000   |
| Neuseeland (RMNZ)            | Platin                                                                 | 20.000    |
| Schweden (IFPI)              | 2× Platin                                                              | 200.000   |
| Vereinigte Staaten (RIAA)    | Platin                                                                 | 1.000.000 |
| Vereinigtes Königreich (BPI) | 2× Platin                                                              | 600.000   |
| Insgesamt                    | 3× Gold · 8× Platin ·                                                  | 2.397.170 |

Hauptartikel: Eurythmics/Auszeichnungen für Musikverkäufe